# Lake Los Angeles
Lake Los Angeles es un lugar designado por el censo ubicado en el condado de Los Ángeles en el estado estadounidense de California. En el año 2000 tenía una población de 11.523 habitantes y una densidad poblacional de 342.0 personas por km².

## Geografía
Lake Los Angeles se encuentra ubicado en las coordenadas 34°37′4″N 117°50′1″O / 34.61778, -117.83361. Según la Oficina del Censo, la ciudad tiene un área total de 33,8 km² (13,1 mi²), de la cual 33,7 km² (13,0 mi²) es tierra y 0,1 km² (0 mi²) es agua.

## Demografía
Los ingresos medios por hogar en la localidad eran de $38,794, y los ingresos medios por familia eran $37,533. Los hombres tenían unos ingresos medios de $36,737 frente a los $24,917 para las mujeres. La renta per cápita para la localidad era de $12,209. Alrededor del 23.1% de la población estaban por debajo del umbral de pobreza.